# Quinauer Wallfahrt
Die Quinauer Wallfahrt geht auf eine legendäres Ereignis zurück, das sich im böhmischen Teil des Erzgebirges nahe dem Ort Quinau (Květnov), am 4. September 1342 zugetragen haben soll. Die Wallfahrt findet heute in Květnov und im nordhessischen Trutzhain statt.

## Die Legende

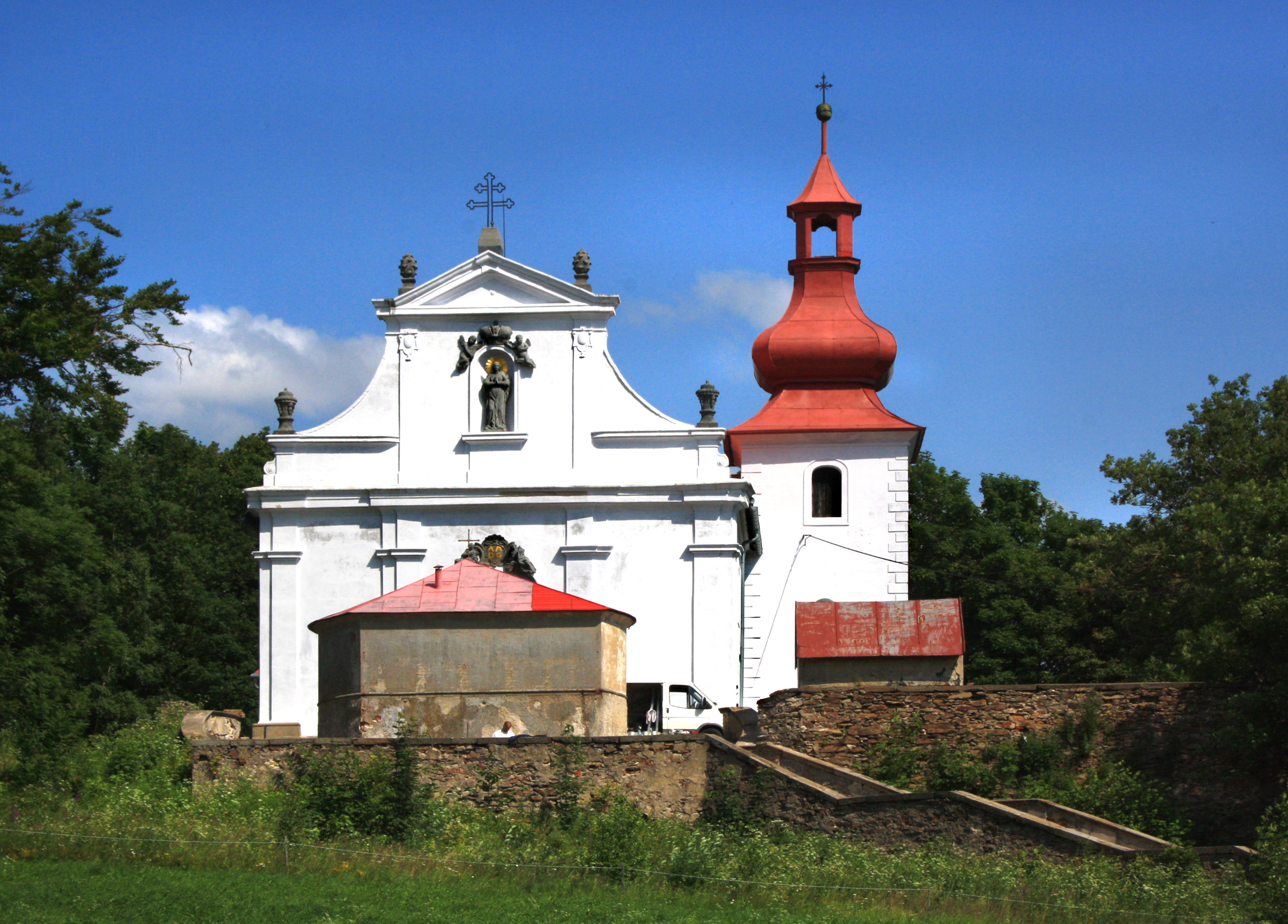
Wallfahrtskirche in Quinau 2009

Nach einer Legende hütete ein Knabe namens Josef  Schafe. Einmal stieß der Knabe einen Fluch aus Unwillen über das Vieh aus. Da ertönte eine Stimme: „Josef, unterlaß deinen Zorn, du beleidigst meinen Sohn Jesus.“  Der Knabe erschrak. Er erblickte in einer Felsennische ein Marienbild, fiel auf die Knie und bat um Verzeihung. Dann baute er aus Steinen und Sträuchern ein Kapellchen um die Statue und verrichtete dort täglich seine Andacht.
Er verschwieg längere Zeit sein Erlebnis. Während einer Krankheit plauderte er im Delirium sein Erlebnis aus. Der Knabe äußerte den Wunsch, den Berg zum Marienbilde hinauf getragen zu werden. Der Bauer, bei dem der Knabe beschäftigt war, nahm daraufhin das Marienbild mit nach Hause. Aber bald war die Statue verschwunden. Nach längerem Suchen wurde das Bild am vorherigen Standort wiedergefunden. Der Bauer nahm es wieder mit nach Hause und das Ereignis wiederholte sich. Die übrigen Dorfbewohner wurden mit dem Ereignis bekannt gemacht.
Man wollte im Dorfe eine Kapelle bauen. Doch das Baumaterial verschwand und fand sich oben am Hügel wieder. Die Leute sahen darin einen Fingerzeig Gottes und so wurde mit Erlaubnis des Grundstücksbesitzers Graf Gallus Babelus von Lobkowitz die Kapelle am Berg gebaut.

## Wallfahrtskirche

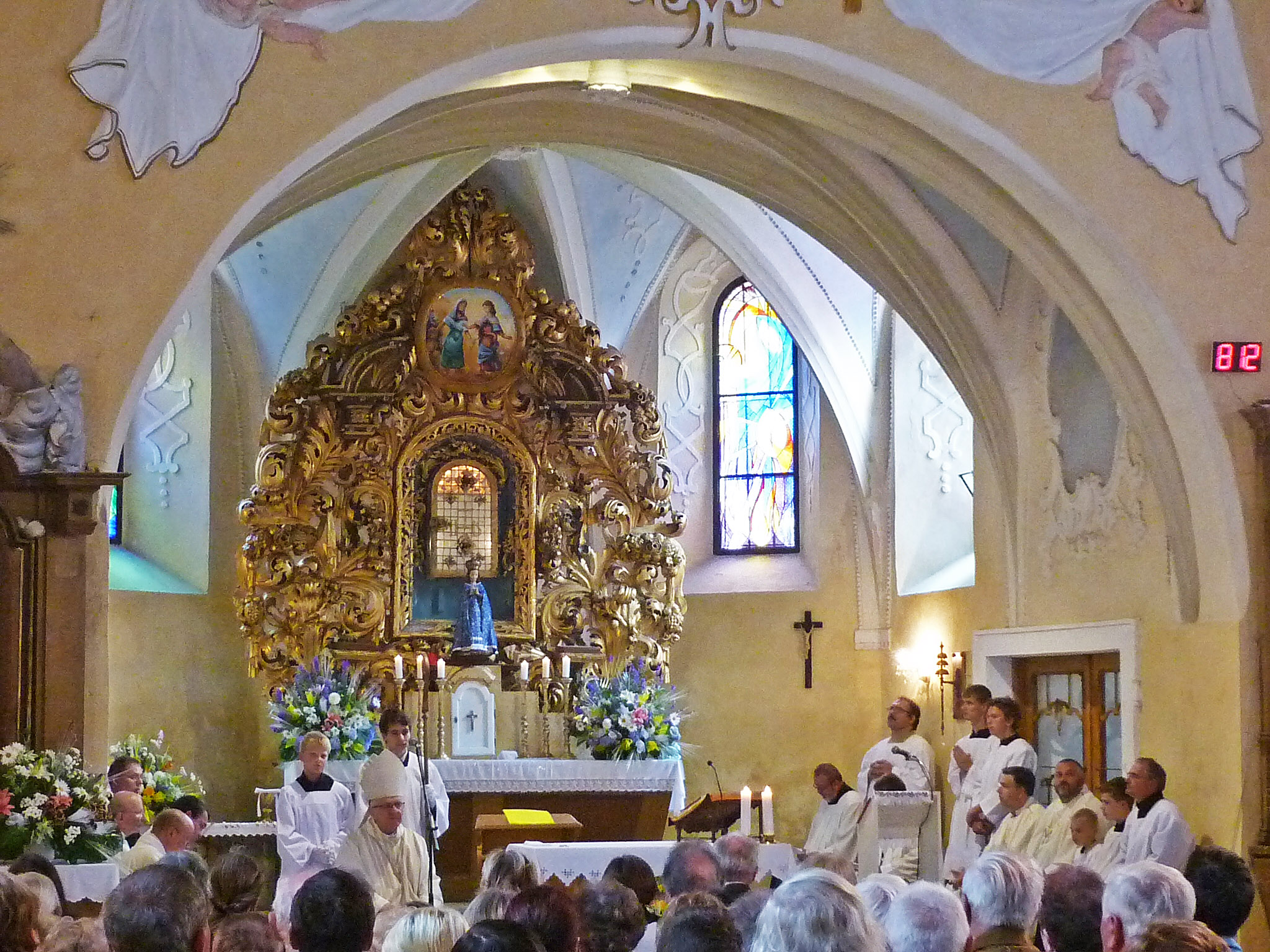
Hl. Messe mit Bischof Baxant in der Wallfahrtskirche Mariä Heimsuchung in Quinau (Juli 2014)

Ende des 16. Jahrhunderts feierte die Gemeinde  das erste Messopfer im Kirchlein. 1674 wurde die Kapelle durch das Kirchenschiff erweitert und eine Orgel angeschafft, zehn Jahre später baute sie den Turm an. Die Außentreppe mit den  Stufen, die der Anzahl der „Ave Maria“ eines Rosenkranzes entsprechen, wurde 1749 angelegt. In einer Nische des Hochaltars wird die Himmelskönigin verehrt. Dieser Ort ist mit der Fundstelle identisch. Seit diesen Ereignissen wird die Wallfahrt in Quinau gefeiert.
Die Vertreibung während und nach dem Zweiten Weltkrieg veränderte die Quinauer Wallfahrt. Neben der Wallfahrt in Quinau etablierte sich im nordhessischen Trutzhain ebenfalls die Quinauer Wallfahrt. War die Wallfahrt in den beiden Orten zunächst ein Dokument der Trennung Europas und des Kalten Krieges, so verbindet sie nach der Einheit Europas die gemeinsame Geschichte und der gemeinsame Glaube.

## Quinauer Wallfahrt in Trutzhain
Seit 1949/1950 wurde an jedem ersten Sonntag im Juli zum Fest Mariä Heimsuchung, die Quinauer Wallfahrt in Trutzhain begangen. Flüchtlinge und Heimatvertriebene aus Schlesien, Ostpreußen, Westpreußen, Pommern, dem Sudetenland und anderen Gebieten im Osten fanden ab 1948 in dem ehemaligen Kriegsgefangenenlager STALAG IX A Ziegenhain eine neue Heimat. Aus dem Kriegsgefangenenlager entwickelte sich ein Dorf. Die Siedlung wurde das erste Gewerbegebiet im Altkreis Ziegenhain und 1951 Hessens jüngste politische Gemeinde.

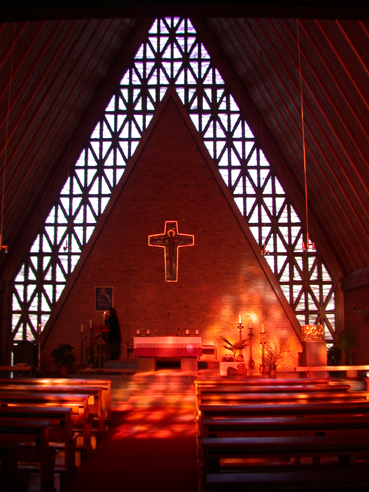
Wallfahrtskirche Maria Hilf in Trutzhain

Heimatvertriebene aus Komotau, die in den Schwalm-Eder-Kreis kamen, hatten die Wallfahrt bereits zur Zeit der Flüchtlingssiedlung und noch vor der Dorfgründung nach Trutzhain gebracht. In dieser Zeit ließ Franz Pescheck eine erste Madonna für Trutzhain in Bayern schnitzen. Diese wurde bei Prozessionen von Neukirchen (Knüll) nach Trutzhain getragen.
Zunächst in einer Barackenkirche untergebracht, entstand 1964/1965 die Wallfahrtskirche Maria Hilf in Form eines Zeltes. Die Form der Kirche soll an die Dreifaltigkeit Gottes erinnern. Dabei steht das Zelt als Symbol für das Unterwegs sein durch das Leben und soll an das pilgernde Volk Israels im ersten Bund sowie an das Schicksal der Erbauer erinnern.
1987 nahm die Trutzhainer Gemeinde vom Heimatkreis Komotau eine zweite Madonna in ihre Obhut. Der aus Komotau stammende Holzschnitzer Anton Reinelt schuf das Gnadenbild der schwangeren Madonna (mater gravida) für Trutzhain. Es zeigt das Jesukind im Bauch der Gottesmutter Maria.
Durch die heimatvertriebenen Pilger entstanden schon früh Kontakte zwischen der Trutzhainer Kirchengemeinden und den dortigen Gemeinden. Nach dem Fall der Grenzen 1990 pilgerten Heimatvertriebene wieder nach Quinau und weiterhin nach Trutzhain zur Wallfahrt. 2005 besuchte erstmals eine Jugendgruppe aus dem Kreis Komotau Trutzhain. 2008 nahm mit Pfarrer R.D. Mgr. Miroslav Dvouletý aus Görkau (Jirkov) erstmals der Quinauer Pfarrer an der Wallfahrt in Trutzhain teil.
Die Wallfahrt in Trutzhain ist die einzige Wallfahrt in Nordhessen und die zentrale Veranstaltung der Schwälmer Katholiken. Der Ort Trutzhain ist als Wallfahrtsort und die Maria-Hilf-Kirche ist als Wallfahrtskirche kirchenrechtlich anerkannt.
Im Jahr 2006 wurde der katholische Pfarrverbund Maria Hilf, Schwalmstadt errichtet. Der Verbund erhielt den Namen Maria Hilf zu Ehren der Gottesmutter, die in der Trutzhainer Wallfahrtskirche verehrt wird. Ihm gehören vier katholische Pfarrkuratien und drei Seelsorgestellen im Altkreis Ziegenhain an, darunter die katholische Pfarrkuratie Maria Hilf Schwalmstadt-Trutzhain.
2008 entwarfen Studenten der Kasseler Werkakademie für Gestaltung Messgewänder (Kasel) für die Quinauer Wallfahrt in Trutzhain. In der Projektarbeit entstanden sechs  Gewänder, eins für den Hauptzelebranten sowie fünf Gewänder für die Konzelebranten. Nach einem internen Wettbewerb der Studierenden entschied sich eine Jury für den Entwurf von Carolin Bescherer. Dieser wurde als Grundlage weiter verfeinert. Für die Gewänder wurden die Stoffe von der Trutzhainer Weberei Rudolf Egelkraut gefertigt, Ingeborg Bechstedt (Lohfelden) nähte die Gewänder. Fachlich wurde das Projekt von dem Textildesigner Reimer Hennings (Kassel) und theologisch von Pfarrer Diethelm Vogel begleitet. Zur Quinauer Wallfahrt am 6. Juli 2008 wurden die Messgewänder von dem Fuldaer Weihbischof Karlheinz Diez geweiht, der erster Träger des Gewandes des Hauptzelebranten war. Beim 11. Hessischer Gestaltungspreis gehörten die Messgewänder zu den besten Arbeiten des Wettbewerbes und wurden in den Ausstellung des Gestaltungspreises in Kassel, Wiesbaden und Wetzlar gezeigt. Die Messgewänder sind im Ausstellungskatalog dokumentiert.
Die Gründung des Klosters durch den Orden der Oblaten Maria Immaculata (OMI) 2009 in Schwalmstadt-Ziegenhain ist auf die Wallfahrt in Trutzhain zurückzuführen.

## Publikationen
- „Quinauer Wallfahrt in Trutzhain“, Katholische Pfarrkuratie Maria Hilf, Trutzhain, Eigenverlag 2003, 64 Seiten

- „Kalte Heimat – Die Geschichte der Deutschen Vertriebenen nach 1945“, Andreas Kossert, Siedler-Verlag, München, 2008, ISBN 978-3-88680-861-8, 431 Seiten
- „Nun soll ein Lob erschallen“, Wallfahrtenbuch, Bonifatiuswerk der Deutschen Katholiken, Paderborn 2006, 200 Seiten
- „Chronik Trutzhain 1951 – 2001“ Rudolf Filtz, Aribert Ley, Horst Munk, Wolfgang Scholz, Christian Steidl, Eigenverlag, 2001, Herausgeber: Stadt Schwalmstadt, gebunden, 270 Seiten
- „...angekommen!“  Vertrieben aus dem Sudetenland-Aufgenommen in Nordhessen-Vereint in der Europäischen Union,  H.W.& M. Gömpel         Helmut Preußler Verlag, Nürnberg, ISBN 978-3-934679-54-2, 2. Aufl. 2016, 500 S.
- „alte und neue Kunst“, Verein für Christliche Kunst in den Bistümern der Kirchenprovinz Paderborn e.V., Paderborn, Band 47, 2012, 160 Seiten, www.verein-christliche-kunst.de